# EU域内乗り入れ禁止航空会社の一覧

全社禁止
一部航空会社を禁止
一部航空会社を禁止、その他航空会社はAnnex B制限下
一部航空会社がAnnex B制限下

EU域内乗り入れ禁止航空会社の一覧（EUいきないのりいれきんしこうくうがいしゃのいちらん）では、欧州連合（EU）が航空会社や国家の航空安全管理体制に問題があるとしてEU域内での離着陸・領空飛行を禁止した航空会社について述べる。

## 概要
欧州連合（EU）から乗り入れ禁止（出入り禁止）措置を受けた航空会社は全てのEU加盟国への就航、及び領空通過が不可能となる（領空も封鎖されるため、周囲をEU加盟国に囲まれたEU非加盟国のスイスへの乗り入れもできない）。乗り入れ禁止航空会社のリストアップは、出入り禁止とされた航空会社に対してより安全意識を持たせるために行われている。
乗り入れ制限は2種類存在し、特定の国家や航空会社そのものを安全上の懸念から一律で出入り禁止とする「ANNEX-A」と、航空会社そのものには禁止をかけずに、安全が確保されていると見なされた一部の機種・機体以外を危険として出入り禁止とする「ANNEX-B」がある。
乗り入れの制限をかける理由としては以下のようなものがある。
- 対象が国全体の場合、国そのものが航空会社や航空事故の調査などを十分に管理できていないため
- 航空会社や国が規定を満たさない整備を行っている、或いは整備を実施していないため
- 保有機材が先進国の多くで退役となった機齢30年を超えるような経年機で構成されており、それらをEU諸国の規格に合わせたアビオニクス（航空機に搭載された電子機器）の更新や騒音対策を行わないまま使用し続けているため
- ハイジャックの防止など、保安面で強い懸念があるため
- 特定国が関与する政治的な騒乱に対しての制裁措置のため（2022年以降のロシアやベラルーシなどがこれに該当する）

なお、リストアップされている航空会社も、安全基準を満たすことを前提として、禁止措置対象外の会社からウェットリースを受けることで交通権を行使できる場合がある、としている。

## リストアップの開始まで
2004年1月にエジプトにて発生したフラッシュ航空604便墜落事故では、乗客乗員全員の148人が亡くなったが、この死者のうち132人がフランス人の観光客であった。その後の調査で、フラッシュ航空が2002年にスイスによって行われた抜き打ち検査で安全基準を満たしていないことから、スイスへの乗り入れが禁止となっていたことも発覚した。当時、このスイスの決定に追従したのはポーランドだけであり、604便墜落事故が発生した後、フランスでも乗り入れ禁止の措置が取られた。
これを受けて、欧州委員会は航空安全対策でEU圏内の一部の国で独自に開始されていた危ない航空会社のリストアップの統一基準を作ることになり、2006年3月22日にEU全体への乗り入れを禁止する正式な航空会社ブラックリストが作成された。このブラックリストは3か月ごとに更新され、公式ウェブサイトや旅行会社などに掲載されることになっている。
特定の航空事故によって事故を起こした航空会社や事故発生国の安全体制が問題視された場合、新たにブラックリスト入りとなることもある。例としては2007年に連続事故（アダム航空574便・ガルーダ・インドネシア航空200便）を起こしたインドネシアの航空会社（2018年に全社の制限が解除となった）、2020年にPK8303便の事故を起こして社内パイロットのライセンス不正が発覚したパキスタン国際航空（2023年11月時点では制限解除済み）などがある。なお、2019年にはTAAGアンゴラ航空が乗り入れ制限を解除されている。
2022年にロシア連邦がウクライナを侵攻したことに伴い、欧州連合は制裁措置としてアエロフロート・ロシア航空などを含むロシアの航空会社全社をEU域内出入り禁止とした。その後、ボーイングやエアバスなどの西側諸国メーカーの航空機（バミューダ諸島などからリースを受けていた機材）がロシア籍として登録されたことを受け、該当機を運用する会社が改めてリストに登録されている。
なお、公式に発表されたリストには列挙されていない航空会社でも、EU域内に事実上出入り禁止とされている場合がある。一例としては2021年にライアンエアー4978便の強制着陸事件を起こしたベラルーシの航空会社全社（ただし旅客定期便を運航しているのはフラッグ・キャリアのベラヴィアのみ）や、2022年のウクライナ侵攻後にロシアの旅行会社と提携して設立され、ロシア路線を多く持っているという経緯からロシアと共謀していると見なされて2024年3月にEU域内出入り禁止となったトルコのサウスウインド航空などがある。

## EU乗り入れ禁止航空会社一覧
2024年5月30日現在。
以下のリストに挙げられているのは、EUが安全上の理由から公式に乗り入れ禁止としている航空会社のみである。
国籍、航空会社に対する制限
（ANNEX Aによる規定）
- アフガニスタン
  - 全社
- アンゴラ
  - 全社（TAAGアンゴラ航空、ヘリ・マロンゴ航空を除く）
- アルメニア
  - 全社
- コンゴ民主共和国
  - 全社
- コンゴ共和国
  - 全社
- ジブチ
  - 全社
- 赤道ギニア
  - 全社
- エリトリア
  - 全社
- イラク
  - イラク航空
  - フライ・バグダッド
- イラン
  - イラン・アーセマーン航空
- キルギス
  - 全社
- リベリア
  - 全社
- リビア
  - 全社
- ネパール
  - 全社
- ロシア
  - アエロフロート・ロシア航空
  - アヴィアスタル-TU
  - アルロサ航空
  - イカル
  - イザヴィア
  - イル・アエロ
  - ウラル航空
  - オーロラ
  - スマータヴィア
  - ノルドスター航空
  - ポベーダ
  - ヤクーツク航空
  - ヤマル航空
  - ラスライン
  - ロシア航空
  - I-Fly
  - RusJet
  - S7航空
  - SKOL
  - UTエアー
  - UVTアエロ
- サントメ・プリンシペ
  - 全社
- シエラレオネ
  - 全社
- スーダン
  - 全社
- スリナム
  - ブルー・ウィング航空
- ベネズエラ
  - アビオール・エアラインズ
- ジンバブエ
  - エア・ジンバブエ

機種による制限
（ANNEX Bによる規定）
- イラン
  - イラン航空 : ボーイング747・フォッカー 100の2機種
- 北朝鮮
  - 高麗航空 : 2機のツポレフ Tu-204（P-632 / P-633）を除く全機